# Lado Oberto
Lado Oberto es un programa de televisión creado y conducido por el exbaloncestista Fabricio Oberto. Dicho programa cuenta, en su primera temporada, con 13 capítulos de media hora que se emiten por la señal argentina TyC Sports. En el ciclo, Oberto entrevista a grandes figuras del deporte y el espectáculo.

## Historia
El programa fue concebido por su conductor como una manera de mostrar el otro lado del deporte y el espectáculo. En la primera temporada, el programa contó con invitados como Tim Duncan, Emanuel Ginóbili, Gregg Popovich,  Eva Longoria o Gustavo Santaolalla.
La primera temporada, que comenzó a emitirse el sábado 12 de octubre de 2013 por la señal de deportes TyC Sports, fue producida por el propio Oberto y por la productora de contenidos Digital 1.
Actualmente ya se estrenó la segunda temporada de la serie emitida también en Argentina por TyC Sports, actualmente la serie está vendida a EE. UU. para la señal de Direct TV.